# Purdue Pharma

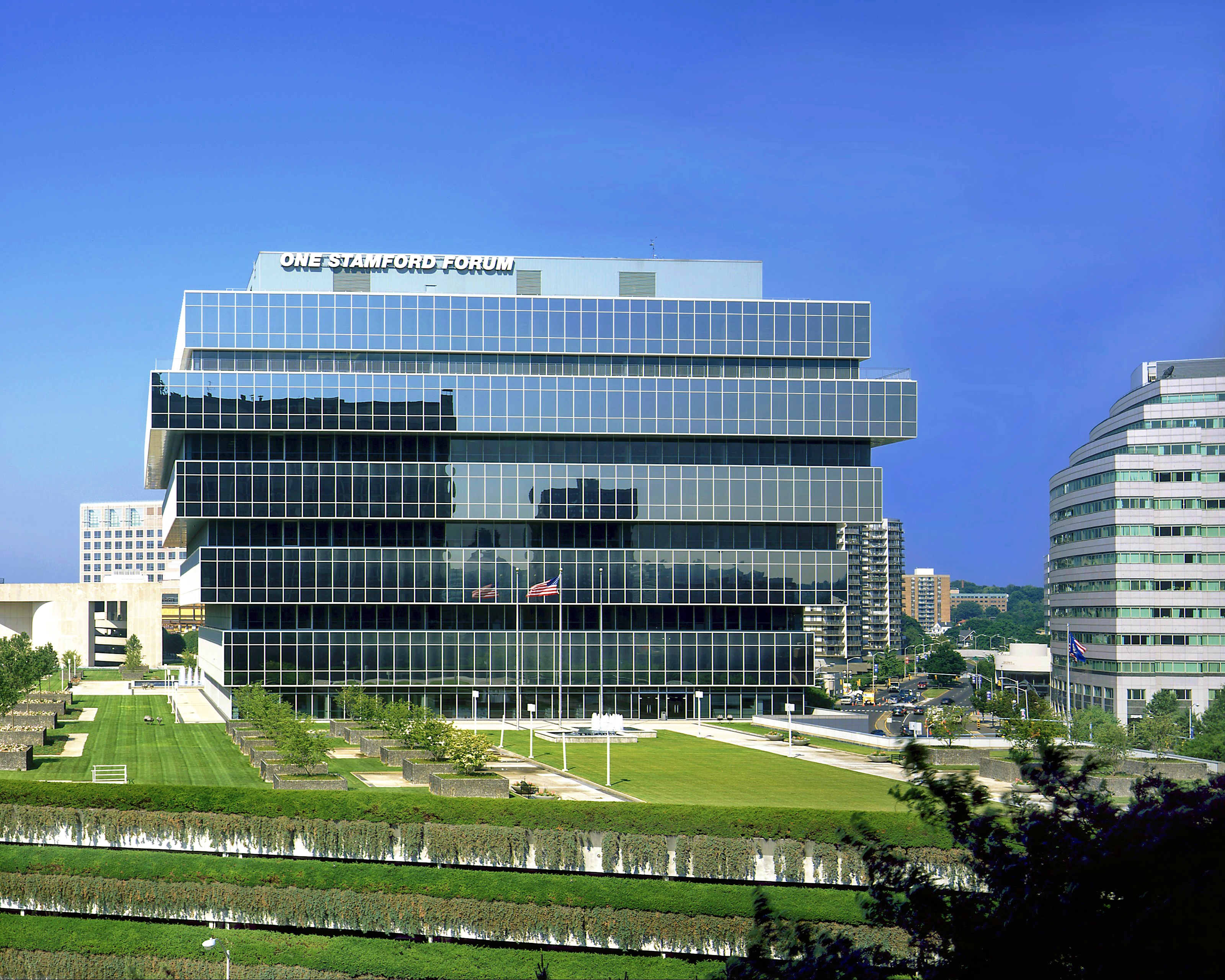
Das „One Stamford Forum“ in Stamford, in dem sich neben Büros anderer Unternehmen und Konferenzräumen auch der Hauptsitz Purdues befindet

Purdue Pharma ist ein US-amerikanisches Unternehmen der pharmazeutischen Industrie mit Hauptsitz in Stamford. Das Unternehmen wurde 1892 von John Purdue Gray und George Frederick Bingham gegründet und befindet sich vollständig im Besitz der Erben von Mortimer und Raymond Sackler, die das Unternehmen 1952 übernahmen. Ebenfalls in Besitz der Sackler-Erben sind die Schwestergesellschaften Mundipharma in Deutschland und Napp Pharmaceuticals in Großbritannien.
Im September 2021, nach Anmeldung einer Insolvenz, die das Unternehmen im Zuge von rechtlichen Auseinandersetzungen stellte, denen es sich aufgrund seiner Mitverantwortung für die Opioid-Krise in den USA konfrontiert sah, kündigte Purdue Pharma an, dass es sich in Knoa Pharma umbenennt. Die Insolvenz wurde auf Entscheid des Obersten Gerichtshof der USA im Jahr 2024 verworfen, u. a. weil der Insolvenzplan einen Schutz vor Zivilklagen vorsah.

## ProduktOxycontin
Das erfolgreichste Produkt des Unternehmens ist Oxycontin (Eigenschreibweise: OxyContin), ein Schmerzmedikament mit dem Wirkstoff Oxycodon. Oxycontin kam nach der Zulassung durch die Food and Drug Administration auf den US-amerikanischen Markt, obwohl es keine Langzeitstudien und keine Bewertung seiner Suchtwirkung gegeben hatte.
Purdue Pharma bewarb Oxycontin, bspw. mit Werbespots, aggressiv und unter der Behauptung, das Abhängigkeitsrisiko von OxyContin liege unter einem Prozent. So wendete Purdue Pharma jährlich neun Millionen US-Dollar für Essenseinladungen an Ärzte auf, um diese zu umwerben und darauf hin zu arbeiten, dass diese Oxycontin auch bei moderaten Schmerzen in hohen Dosen und über lange Zeiträume verschreiben. Tatsächlich liegt das Suchtpotenzial von Oxycodon nicht unter dem anderer Opioide, sondern laut Studien über dem von Morphium und Hydrocodon.
Nach der Zulassung im Jahr 1995 wurde OxyContin als medizinischer Durchbruch gefeiert; als ein lang anhaltendes Narkotikum, das Patienten mit mäßigen bis starken Schmerzen helfen könnte. Purdue Pharma erzielte mit Oxycontin einen Umsatz von insgesamt rund 35 Milliarden US-Dollar. Damit gehört(e) es zu den umsatzstärksten Arzneimitteln der Welt.
Curtis Wright, der als Abteilungsleiter bei der FDA die Zulassung in den USA genehmigt hatte, verließ ein Jahr nach der Zulassung die FDA und wurde dann mit einer Einstiegs-Bonuszahlung von 400.000 US-Dollar bei Purdue Pharma angestellt.
Seit 2018 verfügt Purdue Pharma über Patente für ein Medikament auf Oxycontin-Basis, das den Opiat-Entzug unterstützen soll.
David Kessler, der damalige FDA-Vorsitzende, erklärte die Zulassung von OxyContin später zu einem „der schlimmsten medizinischen Fehler“. Die breite Verschreibung von Oxycontin gilt als die Hauptursache für den Beginn der Opioid-Krise in den Vereinigten Staaten.
Siehe auch: Oxycodon#Oxycodon als gesellschaftliches Problem

## Kontroversen bzw. rechtliche Auseinandersetzungen und gestoppte Insolvenz
Im Jahr 2007 wurde Purdue zur Strafzahlung von 634,5 Millionen Dollar verurteilt wegen unzureichender Warnungen vor Suchtgefahren durch die Einnahme des Medikaments.
Im Januar 2019 klagte als erster US-Bundesstaat Massachusetts in einem 275-seitigen Memo acht Mitglieder der Sackler-Familie an. Deren Entscheidungen hätten den Tod von rund 400.000 US-Bürgern mit herbeigeführt. Derartige Klagen erhoben bis zum September 2019 nahezu alle US-Bundesstaaten sowie rund 2.000 Kommunalverwaltungen. Unabhängig davon wurden Vertreter der Sackler-Familie von 17 Bundesstaaten angeklagt.
Laut dem Wall Street Journal bereitete Purdue bereits im März 2019 trotz wirtschaftlich stabiler Lage ohne Überschuldung oder Liquiditätsengpässe eine Insolvenz vor. Eine Insolvenz in den USA führt zur „juristischen Immunität“. Laufende Klagen würden gestoppt und gebündelt vor Gericht verhandelt. Josh Shapiro, der als Generalstaatsanwalt von Pennsylvania als einer von vier Generalstaatsanwälten mit Purdue und den Sacklers verhandelte, sagte: „Ich denke, es handelt sich um eine Gruppe scheinheiliger Milliardäre, die logen und betrogen, um einen ansehnlichen Gewinn zu erzielen. Ich glaube wirklich, dass sie Blut an ihren Händen haben.“ Die US-Großbank JPMorgan Chase und die Beratungsgesellschaft McKinsey & Company beendeten 2019 ihre Geschäftsbeziehungen mit Purdue, da sie hohe Ansehensverluste durch die Verbindung mit der Opioidkrise befürchteten.
Im August 2019 wurde bekannt, dass Purdue angesichts der rund 2.000 Klagen zu einem Vergleich in Höhe von bis zu 12 Milliarden Dollar bereit wäre. Purdue müsste dazu Insolvenz nach Chapter 11 des US-Insolvenzrechts anmelden. Damit würde die Familie Sackler ihre Eigentümerschaft an Purdue Pharma aufgeben. Rund 3 Milliarden Dollar der Vergleichssumme soll die Familie Sackler privat aufbringen.
Der Bundesstaat New York klagte Purdue Pharma, diverse Vertriebsgesellschaften und acht Mitglieder der Sackler-Familie Ende März 2019 wegen Betruges an: Hunderte Millionen Dollar wären aus dem Konzern über Offshore-Unternehmen auf Privatkonten der Familie geleitet worden, um sie vor dem Zugriff des Staates bei Schadensersatzansprüchen zu verbergen. In diesem Zusammenhang entdeckte die New Yorker Staatsanwaltschaft im Herbst 2019, dass die Sackler-Familie mindestens 1 Milliarde Dollar außer Landes geschafft hatte. Das gesamte Vermögen der Sackler-Familie wurde durch Forbes auf 13 Milliarden Dollar geschätzt, diese Zahl wird jedoch durch die Familie zurückgewiesen.
Im September 2019 beantragte Purdue Pharma L.P. Insolvenz nach Chapter 11. Das Unternehmen soll in eine Stiftung der öffentlichen Hand überführt werden. Entgegen vorheriger Spekulationen um eine Vergleichssumme in Höhe von 12 Milliarden Dollar zur Abgeltung der Schadenersatzforderungen wurde ein Vergleichsbetrag von mehr als 10 Milliarden Dollar festgelegt, davon 4 Milliarden von der Eignerfamilie. Der Vergleich und somit der Schutz der Eignerfamilie vor Klagen wurde in zweiter Instanz aufgehoben.
Amerikanische Bundesstaaten machten Schäden in Höhe von 2,2 Billionen Dollar gegenüber dem Pharmakonzern Purdue Pharma geltend, den sie für die Opioid-Krise in den Vereinigten Staaten hauptverantwortlich machen. Laut Wall Street Journal verlangen Bundesstaaten ebenso von Pharmahändlern Schadensersatz in Höhe von 26 Milliarden Dollar. Ihnen werde vorgehalten, dass sie auffällige Bestellmuster nicht den Behörden gemeldet haben. In einigen Verkaufsbezirken schnellten Bestellungen nach oben, was ein Indiz für illegale Geschäfte und Verschreibungspraktiken durch kriminelle Ärzte ist.
Vor einem US-Bundesgericht bekannte sich Purdue im November 2020 schuldig, gegen mehrere Bundesgesetze verstoßen zu haben. Unter anderem gestand das Unternehmen die Verschwörung zum Betrug ein. Danach handelte das Unternehmen einen Plan aus, der seine Auflösung in den USA bis zum Jahr 2024 und eine neue Unternehmensgründung vorsah. Die Sackler-Familie sagte fast sechs Milliarden Dollar (5,6 Milliarden Euro) über einen Zeitraum von 18 Jahren für die Entschädigung von Opfern und Angehörigen zu. Im Gegenzug wurde ihr Immunität vor Zivilklagen zugesagt. Die von Joe Biden geführte US-Regierung hatte das Konkursverfahren als „beispiellose“ Vereinbarung, die der Familie Sackler letztlich einen weitgehenden Schutz vor zivilrechtlichen Ansprüchen im Zusammenhang mit Opioiden bieten würde, bezeichnet. Im August 2023 wurde das Konkursverfahren auf Antrag des Justizministeriums durch den Obersten Gerichtshof der USA ausgesetzt. Im Jahr 2024 entschied der Oberste Gerichtshof mit einer knappen Jury-Mehrheit (fünf gegen vier Richterstimmen), das Insolvenzverfahren zu verwerfen, und begründete dies mit dem Umstand, dass die Sacklers für die Entschädigungsvereinbarung „nichts auf den Tisch zu legen eingewilligt haben, was sich ihren vollen Vermögenswerten annähert“. Auch sei der im Insolvenzplan vorgesehene Schutz vor Zivilklagen von Opfern unangemessen.

## Filmische Rezeption
- Dopesick (Miniserie)
- Painkiller (Miniserie)